# Belváros (Marosvásárhely)

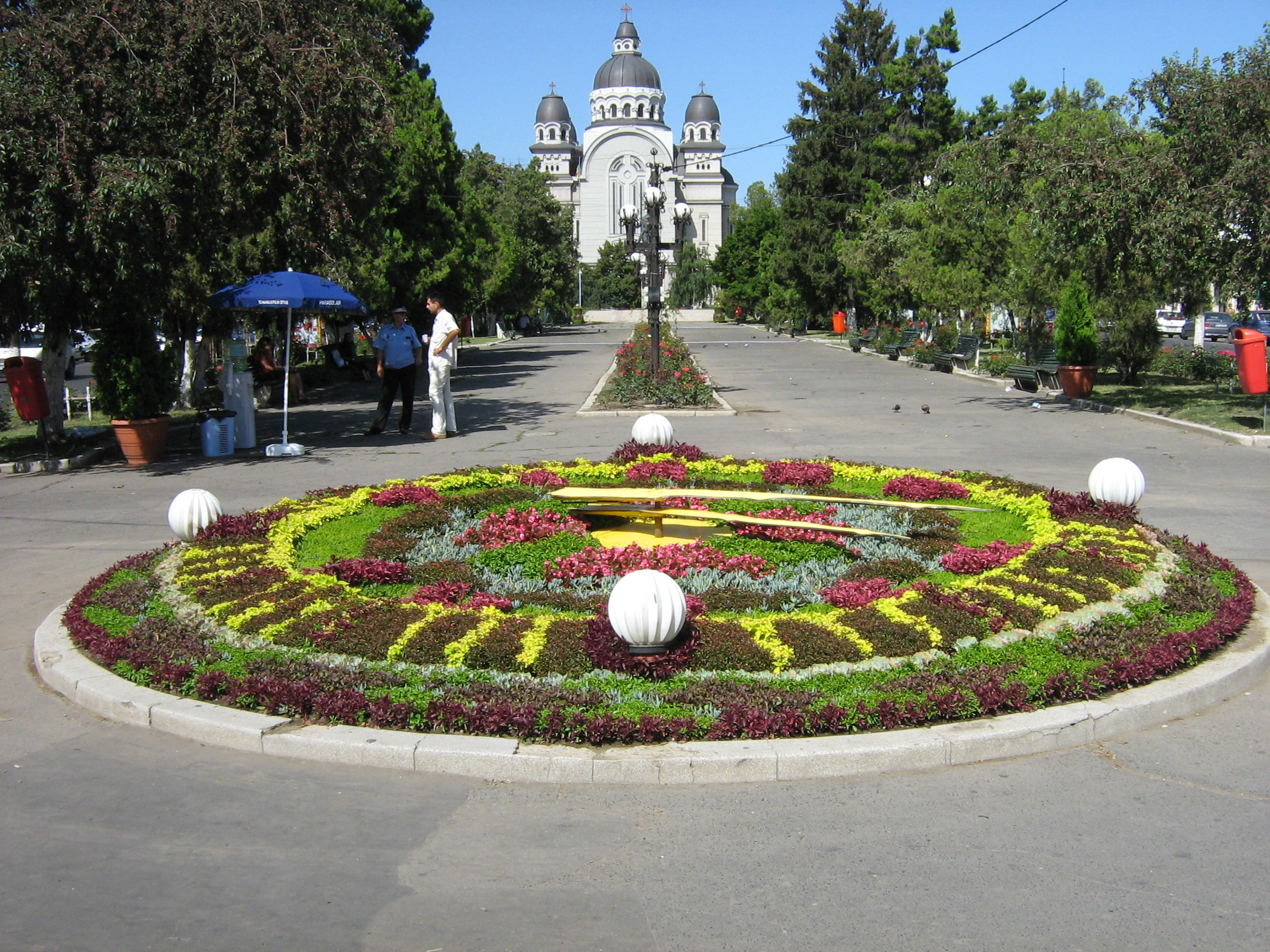
A virágóra

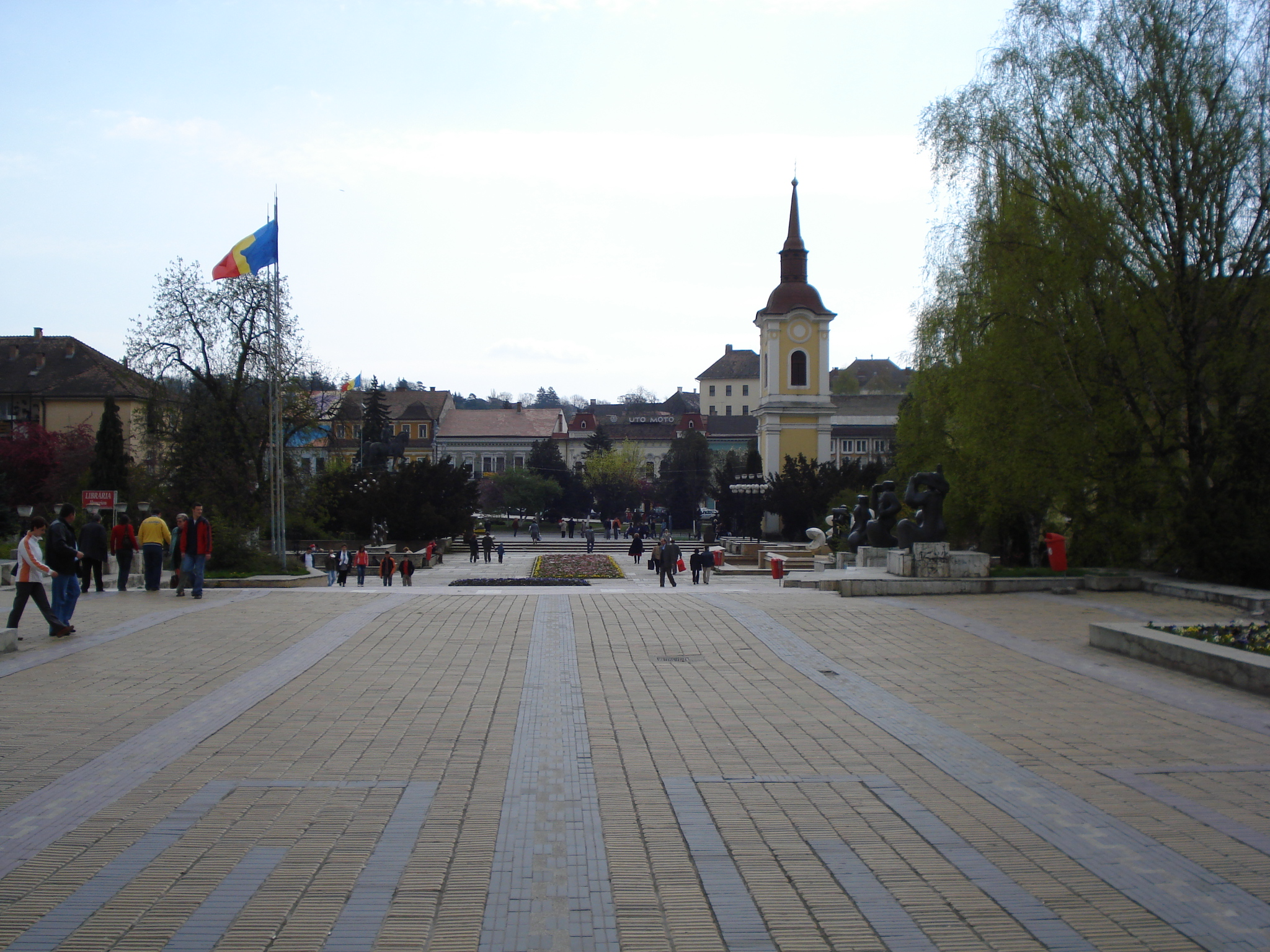
Színház tér

Marosvásárhely belvárosának domináló része a Rózsák tere, amelyet bal- és jobboldalt két-két sávú egyirányú út szel át. A belváros teljes rehabilitálása 2004-ben kezdődött meg. Ma már teljesen új burkolat van a belváros összes útján és a járdákra piskótakövezet került. Az önkormányzat 2007 nyári ülésén a rehabilitálás berkein belül, elfogadta azt a javaslatot, hogy a Rózsák tere közepére visszaállítsák a Zenélő kutat.

## Főbb nevezetességek

### Templomok
- Keresztelő Szent János Plébánia
- Barátok temploma
- Vártemplom
- Mennybemenetel-székesegyház
- Kiskatedrális
- Gecse utcai unitárius templom (ha a Bolyai-teret is a belvárosnak nézzük)

### Épületek

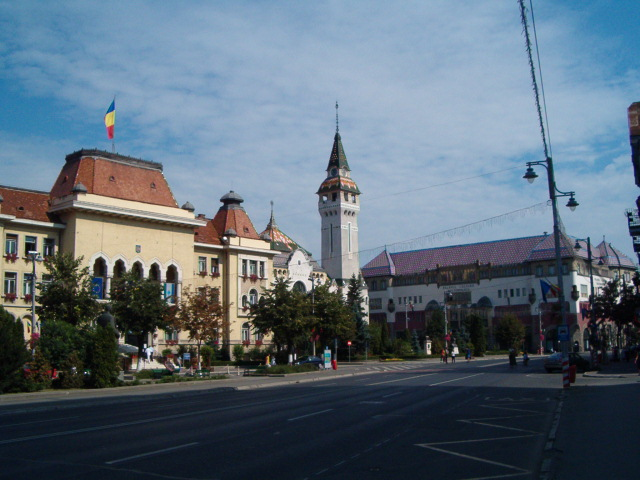
A Városháza, a Megyeháza és a Kultúrpalota

- Városháza
- Kultúrpalota
- Közigazgatási Palota
- Köpeczi–Teleki-ház
- Toldalagi-ház
- Bányai-ház
- Apolló-palota
- Görög-ház

### Szobrok
Ma már nem létező szobrok:
- Bem-szobor
- Kossuth-szobor
- Petőfi-emlékoszlop
- II. Rákóczi Ferenc-szobor
- Zenélő kút

Jelenlegi szobrok:
- Avram Iancu szobra
- Az ismeretlen katona szobra
- A latinitás emlékműve
- Bernády György szobra
- Emil Dandea szobra